# 尚伯夫 (科多尔省)
尚伯夫（法語：Chambœuf，法語發音：[ʃɑ̃bœf]）是法国科多尔省的一个市镇，属于第戎区。

## 地理
尚伯夫（47°13'49"N, 4°54'20"E）面积11.25 平方千米，位于法国勃艮第-弗朗什-孔泰大區科多尔省，该省份为法国中东部省份，北起奥布省，西接涅夫勒省和约讷省，南至索恩-卢瓦尔省，东南接汝拉省，东临上索恩省，东北部与上马恩省接壤。
与尚伯夫接壤的市镇（或旧市镇、城区）包括：热夫雷尚贝坦、屈尔莱、勒勒韦尔日、瑟姆藏日、泰尔南、布罗雄、瓦尔福雷。

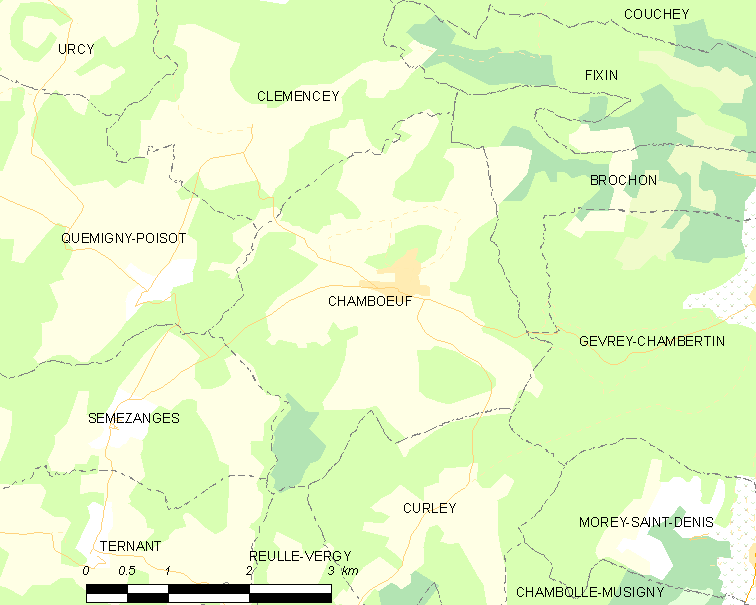
的OSM定位图

尚伯夫的时区为UTC+01:00、UTC+02:00（夏令时）。

## 行政
尚伯夫的邮政编码为21220，INSEE市镇编码为21132。

## 政治
尚伯夫所属的省级选区为隆维县。

## 人口

1962-2008年间人口变化图示

尚伯夫于2022年1月1日时的人口数量为384人。